# Zerfall der Sowjetunion
| 01. Armenien     | 02. Aserbaidschan |
| 03. Belarus      | 05. Georgien      |
| 06. Kasachstan   | 07. Kirgisistan   |
| 10. Moldau       | 12. Tadschikistan |
| 13. Turkmenistan | 14. Ukraine       |
| 15. Usbekistan   |                   |

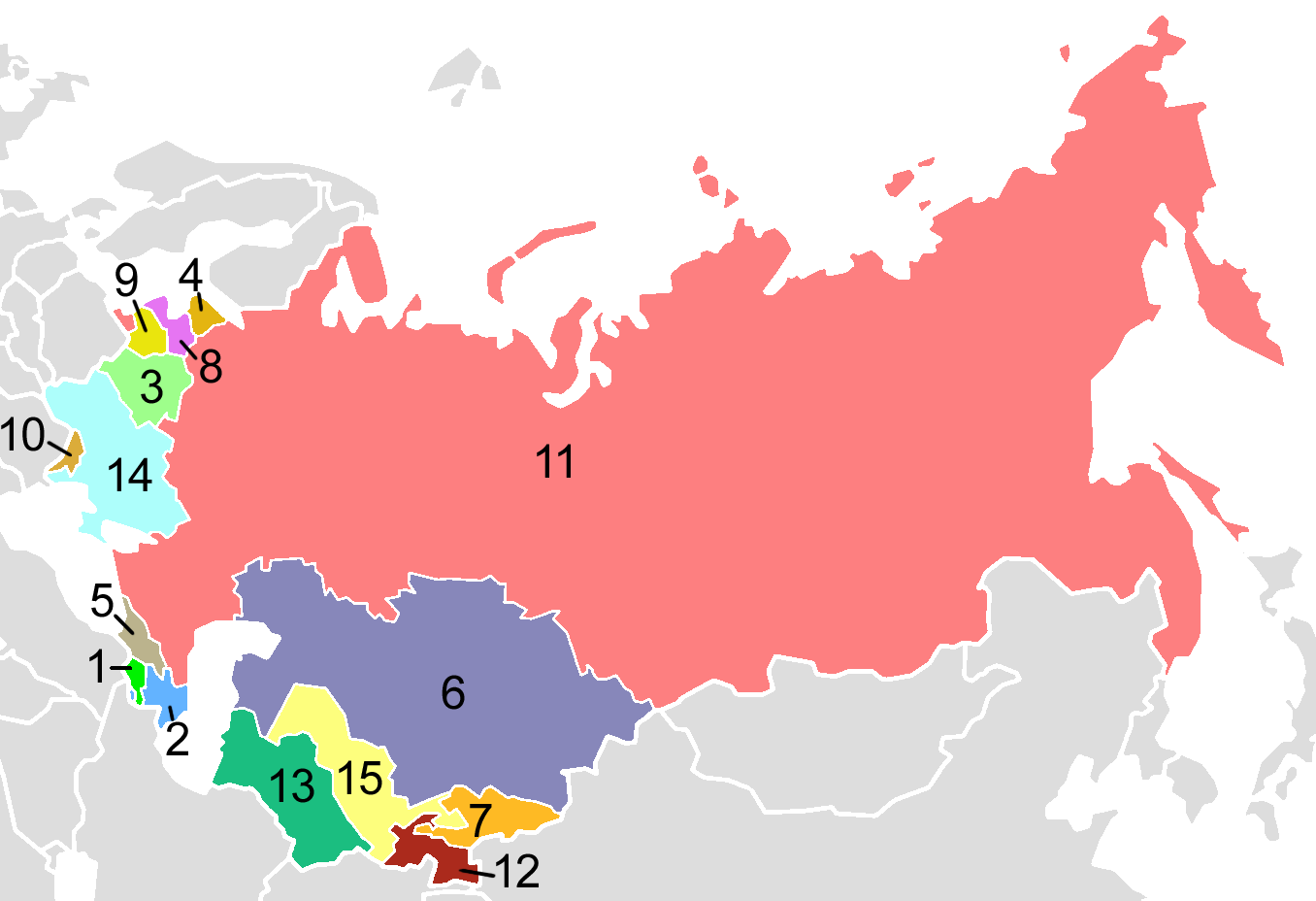
Staaten nach dem Zerfall der Sowjetunion:
Fortsetzerstaat:
11.
Ehemalige Unionsrepubliken, die ihre staatliche Unabhängigkeit erklärten und wiedererlangten:
4.   8.   9.
Nachfolgestaaten:

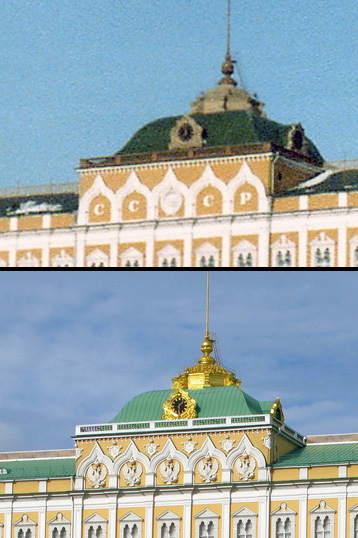
Nach der Auflösung der Sowjetunion wurde das Staatswappen dieser mit der Aufschrift „СССР“ (oben) an der Fassade des Großen Kremlpalasts durch fünf Doppeladler mit dem Wappen Russlands (unten) ersetzt.

Der Zerfall der Sowjetunion war ein mehrjähriger Prozess der Desintegration der föderalen Strukturen und des Autoritätsverlusts der Zentralgewalt in der UdSSR. Deren Zerfall in fünfzehn unabhängige Staaten begann mit der Unabhängigkeitserklärung Litauens am 11. März 1990, beschleunigte sich nach dem gescheiterten Augustputsch in Moskau 1991 und endete am 8. Dezember 1991 mit den Belowescher Vereinbarungen zwischen den Präsidenten von Russland, der Ukraine und Belarus Boris Jelzin, Leonid Krawtschuk und Stanislau Schuschkewitsch. In den Belowescher Vereinbarungen wurde festgestellt, dass „die UdSSR als völkerrechtliches Subjekt sowie als geopolitische Realität […] ihre Existenz beendet“ habe. Zugleich wurde der Vertrag zur Schaffung der UdSSR von 1922 außer Kraft gesetzt und die Gemeinschaft Unabhängiger Staaten gegründet. Dieser Beschluss wurde am 21. Dezember 1991 in der Erklärung von Alma-Ata von den Führern der übrigen autonomen Republiken der UdSSR mit Ausnahme der drei baltischen Staaten und Georgiens bestätigt. Nach dem Rücktritt des letzten Präsidenten der UdSSR am 25. Dezember 1991 Michail Gorbatschow endete deren Existenz am 26. Dezember 1991. Die Auflösung des weltgrößten sozialistischen Staates markierte zugleich das Ende des Kalten Krieges.

## Entwicklung der UdSSR in den 1980er-Jahren

### Politische und wirtschaftliche Schwierigkeiten
Zu Beginn der 1980er-Jahre war die UdSSR mit zahlreichen ungelösten Problemen konfrontiert. Die Produktivität der Wirtschaft war gering, die Versorgung der Bevölkerung mit Konsumgütern schlecht. Es bestand in allen Bereichen ein hoher Investitionsbedarf, für den aber wegen der ausufernden Verteidigungsausgaben keine Mittel vorhanden waren. Bei neuen Technologien wie der Mikroelektronik, Lasertechnologie und Informatik hatte die UdSSR den Anschluss an den Westen weitgehend verpasst. In vielen Bereichen war man auf Importe angewiesen. Diese wurden zunehmend durch den Export von Rohstoffen (Erdöl, Gas) finanziert, was aber die UdSSR abhängig von der Entwicklung des Ölpreises machte.
Die politische Führung der UdSSR war weitgehend erstarrt. Das Politbüro war mit Männern der Aufbaugeneration der UdSSR (geboren um 1910) besetzt. Ein Generationswechsel hatte nicht stattgefunden. Die Politik des „Rats der Greise“ war in erster Linie auf die Sicherung der eigenen Machtbasis und Ruhe in den Parteikadern ausgerichtet. Zudem hatte dieser Führungszirkel kaum noch Kontakt mit der Lebenswirklichkeit der Bevölkerung. Strikte Kommandostrukturen, Korruption und Seilschaften bestimmten die Politik in der Sowjetunion. Trotz der Missstände gab es in der Bevölkerung aber kaum Widerstand. Oppositionelle waren weitgehend ausgeschaltet worden; die Mehrheit der Bevölkerung hatte sich mit den Umständen abgefunden, da öffentliche Kritik ohnehin unterdrückt wurde. Trotzdem konnte es der Bevölkerung kaum entgehen, dass beispielsweise der Einmarsch der Sowjetunion in Afghanistan 1979 sich immer mehr zu einem Fiasko entwickelte. Die Nuklearkatastrophe im Kernkraftwerk Tschernobyl am 26. April 1986 offenbarte das in der UdSSR übliche Ausmaß an Verantwortungslosigkeit und Obrigkeitsdenken und wurde so zu einem Symbol für das Versagen des kommunistischen Systems. Der Unmut über diese Zustände konnte sich allerdings erst nach den Reformen Gorbatschows entladen. Mit einem Zerfall der Sowjetunion hat bis Ende der 1980er-Jahre kaum jemand gerechnet.

### Reformpolitik Gorbatschows und die Folgen
Hinsichtlich der Notwendigkeit von Reformen war das Politbüro nach dem Tod Breschnews gespalten. Erst die Wahl Michail Gorbatschows zum Generalsekretär des Zentralkomitees der KPdSU 1985 war eine Richtungsentscheidung. Dieser leitete unverzüglich Wirtschaftsreformen unter dem Schlagwort „Uskorenije“ (dt. etwa Beschleunigung) ein. Als sich keine schnellen Erfolge einstellten, beschleunigte die Führung unter Gorbatschow das Reformtempo. Mit der Perestroika (dt.: Umbau) strebte Gorbatschow eine umfassende Modernisierung der sozialistischen Wirtschaft und Gesellschaft an. Den Betrieben wurde mehr Eigenverantwortung zugebilligt, ausländische Beteiligungen sowie Privatbetriebe erlaubt. In Folge der teilweise überstürzten Reformen verschärfte sich aber die Versorgungskrise für die Bevölkerung dramatisch, die Inflation stieg und die Sowjetunion näherte sich bereits 1989 dem finanziellen Kollaps. Ebenfalls wenig erfolgreich war der Versuch, den weit verbreiteten Alkoholismus in der UdSSR durch Verbote in den Griff zu bekommen.
Unter dem Schlagwort Glasnost (Transparenz) ermöglichte Gorbatschow erstmals in der UdSSR eine freie Debatte und die offene Kritik an der Führung und den Beschlüssen der Partei. Während die Reaktorkatastrophe von Tschernobyl zunächst noch vertuscht wurde, konkretisierte sich die neue Transparenz im Dezember 1986, als die Verbannung des Friedensnobelpreisträgers Andrej Sacharow und dessen Frau Jelena Bonner aufgehoben wurde. Im folgenden Jahr bildete sich sehr schnell eine freie Presse, in der kontroverse öffentliche Diskussionen unter intensiver Anteilnahme der Bevölkerung geführt wurden. Die offenen Berichte und Debatten legten viele schockierende Missstände in der UdSSR offen. Erstmals wurde das Ausmaß der Verbrechen während des Stalinismus deutlich. Aber auch die gravierenden Umweltprobleme und Korruptionsvorwürfe schockierten die Öffentlichkeit. Die Debatte entwickelte sich schnell in eine Richtung, die auch die Einparteienherrschaft der KPdSU, das Machtfundament Gorbatschows, in Frage stellte. Die aufgeheizten Debatten und Skandale verunsicherten die Bevölkerung und trugen zum erheblichen Vertrauens- und Ansehensverlust des Staates und der Führung der UdSSR bei.

### Ethnische Vielfalt
Die Sowjetunion war, wie das zaristische Russland, ein Vielvölkerstaat und umfasste ca. 120 unterschiedliche Nationalitäten. Die Verfassung der UdSSR sah eine föderale Struktur des Staates vor. Sie bestand aus 15 Teilrepubliken, innerhalb derer wiederum autonome Gebiete existieren. Diese föderale Struktur sollte die verschiedenen Bevölkerungsgruppen bei der Gründung der UdSSR von der kommunistischen Ordnung überzeugen. In der Verfassungswirklichkeit wurde die UdSSR aber, trotz begrenzter Autonomie der Teilrepubliken, zentralistisch vom Zentralkomitee der KPdSU aus Moskau beherrscht. Die Verbrechen Stalins an einzelnen Volksgruppen wurden geheim gehalten und somit deren Aufarbeitung verhindert. Die propagierte sozialistische Völkerfreundschaft konnte die Vorbehalte gegenüber einer russischen Dominanz sowie andere soziale, religiöse oder kulturelle Konflikte zwischen den Volksgruppen nicht lösen, sondern nur überdecken.

## Zerfall der UdSSR

### Ausbruch von ethnischen und nationalen Konflikten
Ein gewaltsam ausgetragener Konflikt zwischen Volksgruppen in der UdSSR ereignete sich bereits im Februar 1988 in Bergkarabach zwischen Armeniern und Aserbaidschanern. Es kam zu Zusammenstößen, Vertreibungen und Pogromen mit hunderten Toten. Im Januar 1990 schickte die Moskauer Führung die Armee nach Baku, um die Aktivitäten der Aserbaidschanischen Volksfront zu unterbinden. Dabei wurden auch viele Zivilisten getötet oder verletzt. Es folgten ähnliche Ereignisse in Duschanbe im Februar 1990. Nach dem verheerenden Erdbeben in Armenien im Dezember 1988 kam die Hilfe aus Moskau nur schleppend in Gang, was das Vertrauen in die Staatsführung weiter verringerte.
In Litauen gründeten im Juni 1988 Intellektuelle eine Bewegung zur Unterstützung der Perestroika und Rückbesinnung auf nationale Traditionen. Die Bewegung organisierte im Sommer 1988 eine Protestveranstaltung mit 250.000 Teilnehmern. Die Proteste in den baltischen Republiken gingen als singende Revolution in die Geschichte ein. Die Forderung nach Autonomie wurde von Gorbatschow im November 1988 grob zurückgewiesen. Damit verspielte Gorbatschow die Möglichkeit, durch Zugeständnisse zu einem frühen Zeitpunkt die Autonomiebestrebungen einzudämmen. In den baltischen Staaten sorgte dann auch das Bekanntwerden des Zusatzprotokolls des Hitler-Stalin-Pakts für neue Empörung. Am fünfzigsten Jahrestag des Vertrags im August 1989 protestierten die Menschen friedlich mit einer 600 Kilometer langen Menschenkette von Tallinn über Riga nach Vilnius. Die baltischen Republiken Litauen und Estland erklärten als erste im Frühjahr 1990 ihre Selbstständigkeit.
Auch in anderen Republiken empörte sich die Bevölkerung nach Berichten über Umweltprobleme, Korruption oder Verbrechen Stalins, die, teils berechtigt, teils unberechtigt, der zentralen Moskauer Führung angelastet wurden. Die einzelnen Völker sahen sich als Opfer einer „sozialistisch imperialistischen Ausbeutung“. Lokale Führer schürten diese Vorbehalte zu ihrem eigenen Vorteil.

### Auflösung des Ostblocks
Am 25. Oktober 1989 verkündete Generalsekretär Michail Gorbatschow bei einem Staatsbesuch in Helsinki die Sinatra-Doktrin, die den Staaten des Warschauer Pakts erlaubte, ihre inneren Angelegenheiten souverän und in Eigenregie zu regeln. Bereits vorher hatte er die Ostblockstaaten ermuntert, eigene Reformbestrebungen durchzuführen. Die Demokratiebewegung in Polen (Runder Tisch (Februar bis April 1989) und freie Parlamentswahlen im Juni 1989), die Öffnung der Grenzen in Ungarn und schließlich der Fall der Berliner Mauer am 9. November 1989 wurden nicht, wie in den Jahrzehnten davor, verhindert. Im Herbst und Winter 1989 verloren die kommunistischen Staatsführungen in vielen Ostblockstaaten ihr Herrschaftsmonopol. Mit dem Auseinanderbrechen des realsozialistischen Staatenbündnisses verlor die Sowjetunion ihren Führungsanspruch und somit auch ihren Status als Großmacht.

### Autoritätsverlust der Führung und erste Abspaltungen
Erste Unruhen fanden schon 1986 in Kasachstan statt. Ab 1989 entglitt der Führung der UdSSR zunehmend die Kontrolle über das Land. Die Republiken agierten immer selbstständiger und separatistische Kräfte gewannen dort die Oberhand. Zudem verschlechterte sich die wirtschaftliche Lage weiter, der Staat zahlte die Gehälter der Beamten nur unregelmäßig und die Kriminalität erreichte ein ungekanntes Ausmaß. Ein Streik von Bergarbeitern zunächst im Kusbass in Sibirien und im Donezbecken sprang auf alle großen Bergbaugebiete der Sowjetunion über und bedrohte die Energieversorgung der gesamten Volkswirtschaft.
Gorbatschow ermöglichte erstmals halbwegs freie Wahlen in der UdSSR. Im Sommer 1987 konnten sich auf regionaler Ebene statt der bisher üblichen Einheitsliste mehrere Kandidaten zur Wahl stellen. Im Frühjahr 1989 fand die Wahl zum neu geschaffenen Kongress der Volksdeputierten der UdSSR unter weitgehend freien Bedingungen statt. Durch die freie Wahl zwischen konkurrierenden Kandidaten wollte Gorbatschow verkrustete Strukturen in der Führung aufbrechen und die KPdSU wiederbeleben. Angesichts vieler Skandale und der sich stetig verschlechternden wirtschaftlichen Lage geriet er aber selber sowie das Machtmonopol der KPdSU in die Kritik. Dieses bildete die Machtbasis der sowjetischen Führung und Gorbatschow hielt am Alleinvertretungsanspruch der Partei fest. Boris Jelzin entwickelte sich zu einem populären Widersacher, der zu weiteren Reformen, insbesondere der Entmachtung der KPdSU, drängte, während Gorbatschow das Reformtempo eher verlangsamen wollte. Er wurde zunehmend zwischen konservativen und reformorientierten Kräften aufgerieben. Im Februar 1990 wurde das Machtmonopol der Partei abgeschafft und das Regieren wurde für Gorbatschow immer schwieriger.
Im Frühjahr 1990 fanden in vielen Republiken Wahlen statt. In der größten Republik, der Russischen Sozialistischen Föderativen Sowjetrepublik (auch RSFSR, heute Russische Föderation) musste Gorbatschow eine herbe Niederlage hinnehmen. In der Folge entwickelte sich eine Doppelherrschaft zwischen dem Präsidenten des russischen Parlaments Boris Jelzin und Gorbatschow, der seit Februar 1990 Staatspräsident der UdSSR war. Auch in anderen Republiken gewannen bei den Wahlen entweder separatistische Kräfte oder Funktionäre der KPdSU, die geschickt nationale Kräfte für sich mobilisiert hatten. Im Frühjahr 1990 erklärten die drei baltischen Staaten ihre Unabhängigkeit. Im Sommer folgten weitere Regionen der Kaukasusregion. Die Sowjetunion sowie andere Staaten einschließlich des Westens erkannten die Unabhängigkeit aber nicht an.
Die Januarereignisse in Vilnius 1991 veränderten die Situation. Am 13. Januar 1991 versuchten moskautreue Kräfte gewaltsam die Macht in Litauen zu übernehmen. Sie scheiterten am Widerstand der Bevölkerung, wobei vierzehn Menschen starben. Schnell entstand eine Solidaritätsbewegung auch in den anderen Republiken und selbst in Moskau kam es zu einer großen Demonstration gegen Gewalt. Die litauische Führung hielt am 7. Februar 1991 ein Referendum über die Unabhängigkeit des Landes ab. Bei einer Wahlbeteiligung von 85 Prozent stimmten 90 Prozent für die Unabhängigkeit Litauens, die daraufhin auch international anerkannt wurde. Ähnliches fand auch in Riga im Januar 1991 oder in Georgien im April 1989 statt.
Verzweifelt versuchte Gorbatschow die Union zusammenzuhalten, deren Präsident er war. Im ersten und einzigen Referendum in der Geschichte der Sowjetunion am 17. März 1991 über den Fortbestand einer reformierten UdSSR sprachen sich noch 76 % der Wähler in neun teilnehmenden Unionsrepubliken für den Erhalt der Sowjetunion aus. Im April begannen Verhandlungen zwischen der Zentralgewalt und den am Referendum beteiligten Republiken. Dabei war Gorbatschow nun zu weitreichenden Zugeständnissen bereit und schlug eine föderale Ordnung mit weitreichenden Rechten der Republiken vor.
Im April 1991 erklärte Gorbatschow seinen Rücktritt als Chef der KPdSU, widerrief diesen jedoch sofort aus Gewissensgründen wieder. Gorbatschows außenpolitischer Berater Anatolij Tschernjajew hatte ihn gedrängt, sich durch einen Parteiaustritt ganz von der KPdSU zu lösen und damit das Machtmonopol der KPdSU in der Sowjetunion zu brechen. Rückblickend erklärte Gorbatschow, es sei ein Fehler von ihm gewesen, dies nicht getan zu haben.

### Augustputsch 1991 und Auflösung der UdSSR
Kurz vor der Unterzeichnung des Unionsvertrags lehnten sich konservative Kräfte aus der Führung gegen diese Zugeständnisse auf. Am 19. August 1991 übernahmen Gennadi Janajew sowie einige Mitverschwörer beim Augustputsch die Macht in Moskau und stellten Gorbatschow an seinem Urlaubsort auf der Krim unter Hausarrest. Die Bevölkerung war aber keineswegs bereit, diese konservative Wende hinzunehmen. Es kam zu Massendemonstrationen gegen die Putschisten. Boris Jelzin gelang es, den Widerstand zu organisieren. Der Putsch war schlecht vorbereitet worden. Als die Armee die Putschisten nicht unterstützte, brach der Aufstand nach drei Tagen zusammen. Gorbatschow konnte nach Moskau zurückkehren. Der eigentliche Gewinner war aber Jelzin, hinter dem sich die Bevölkerung in Moskau versammelt hatte.

Nach dem Putsch musste Gorbatschow dem Verbot der KPdSU zustimmen. Eine Republik nach der anderen trat aus der Union aus. Die Souveränitätserklärungen wurden in Referenden mit großer Mehrheit von der Bevölkerung bestätigt. Ein Weiterbestand der UdSSR wurde immer unwahrscheinlicher, weshalb im Dezember 1991 die Führer von Belarus, der Ukraine und Russland in den Belowescher Vereinbarungen die Gründung der Gemeinschaft unabhängiger Staaten (GUS) beschlossen. Am 21. Dezember 1991 unterzeichneten die Führer der vormaligen Sowjetrepubliken in Alma-Ata den Vertrag zur Auflösung der UdSSR, in dem auch zahlreiche rechtliche Regelungen wie die Grenzziehung zwischen den neuen unabhängigen Staaten getroffen wurden.

„Der überwiegende Teil der Bevölkerung nahm Ende des Jahres 1991 bereitwillig Abschied vom Sowjetimperium. […] Niemand brauchte die Sowjetunion am Ende mehr. Selbst bei den Russen, dem sowjetischen ‚Reichsvolk‘, hatte sich die Meinung durchgesetzt, dass es angesichts der gegen Moskau gerichteten Ressentiments unter dem Aspekt der nationalen Selbstfindung besser sei, auf das nunmehr als Last empfundene Sowjetimperium zu verzichten und sich auf sich selbst zu konzentrieren.“

### Chronologie der Unabhängigkeitserklärungen ehemaliger Sowjetrepubliken
- Litauen: 11. März 1990
- Estland: 30. März 19901)
- Lettland: 4. Mai 19901)
- Armenien: 23. August 1990
- Georgien: 9. April 1991 (1990–2004: dunkelrote Flagge mit schwarz-weißem Feld im Kanton)
- Ukraine: 24. August 1991
- Belarus: 25. August 1991 (1991–1995: weiß-rot-weiße Flagge)
- Moldau: 27. August 1991
- Kirgisistan: 31. August 1991
- Usbekistan: 1. September 1991
- Tadschikistan: 9. September 1991
- Aserbaidschan: 18. Oktober 1991
- Turkmenistan: 27. Oktober 1991
- Russland: 12. Dezember 19912)
- Kasachstan: 16. Dezember 1991

1) Die provisorischen Unabhängigkeitserklärungen Estlands und Lettlands traten während des Augustputsches am 20. bzw. 21. August 1991 endgültig in Kraft.
2) Der Oberste Sowjet der RSFSR ratifizierte an diesem Tag die Belowescher Vereinbarungen, setzte den Vertrag zur Gründung der UdSSR von 1922 außer Kraft und berief die russischen Abgeordneten des Obersten Sowjets der UdSSR ab. Als einzige ehemalige Sowjetrepublik hat Russland keine Unabhängigkeitserklärung abgegeben, sondern den Anspruch erhoben, Rechtsnachfolger der am 26. Dezember 1991 aufgelösten Sowjetunion zu sein.

#### Weitere Unabhängigkeitserklärungen auf dem Gebiet der UdSSR (Staaten nicht oder nur teilweise anerkannt)
- Transnistrien: 2. September 1990 (völkerrechtlich Teil Moldaus)
- Abchasien: 25. August 1991 (völkerrechtlich Teil Georgiens)
- Republik Arzach: 2. September 1991 (bis 2017: Republik Bergkarabach; völkerrechtlich Teil Aserbaidschans)
- Tschetschenische Republik Itschkerien: 1. November 1991 (völkerrechtlich Teil Russlands)
- Gagausien: 19. November 1991 (völkerrechtlich Teil Moldaus)
- Südossetien: 28. November 1991 (völkerrechtlich Teil Georgiens)

### Anerkennung der Nachfolgestaaten
Die Unabhängigkeitsbestrebungen innerhalb der UdSSR wurden vom Westen nicht gefördert. Eine weitere Schwächung Gorbatschows entsprach nach 1989 auch nicht den westlichen Interessen, wo die Auflösung der staatlichen Ordnung eher mit Sorge beobachtet wurde. So wurden die Unabhängigkeitserklärungen der baltischen Republiken erst 1991 anerkannt, nachdem die Führung in Moskau diese auch akzeptiert hatte.
Die Schweiz erkannte als erstes westliches Land am 23. Dezember 1991 die Nachfolgestaaten an. Am Weihnachtstag hielt US-Präsident George H. W. Bush eine Ansprache, in der er erklärte, die Vereinigten Staaten „anerkennen und begrüßen die Entstehung eines freien, unabhängigen und demokratischen Russlands, angeführt von seinem mutigen Präsidenten Boris Jelzin. Unsere Botschaft in Moskau bleibt dort als unsere Botschaft in Russland bestehen. Wir werden Russlands Übernahme des Sitzes der UdSSR als ständiges Mitglied des Sicherheitsrates der Vereinten Nationen unterstützen.“ Bush erkannte die internationale Souveränität der Ukraine, von Armenien, Kasachstan, Belarus und Kirgisistan an. Turkmenistan, Usbekistan, Tadschikistan, Aserbaidschan, Georgien und Moldawien wurde die Anerkennung versprochen, sobald sie die Bedingungen der USA anerkannten.

### Wiederauferstehen der Sowjetunion?
Am 15. März 1996 verabschiedete die russische Duma eine Resolution, in der die Auflösung der UdSSR (von Russland erklärt und ratifiziert im Dez. 1991) für nichtig erklärt wurde. Nach heftigen Protesten folgten am 16. April 1996 kleinere Korrekturen, mit denen angemerkt wurde, dass die Resolution vom März 1996 keine rechtlichen Folgen habe und nur eine „staatsbürgerliche und politische Position“ darstelle.

## Folgen des Zerfalls

### Unmittelbare Folgen
Die Auflösung der UdSSR im Winter 1991 verlief weitgehend friedlich, da Gorbatschow den Willen der Führer der Republiken, insbesondere Jelzins, akzeptierte. Allerdings waren die gewaltigen wirtschaftlichen, gesellschaftlichen und politischen Herausforderungen, die schon vorher bestanden, durch die Gründung der neuen Staaten keineswegs gelöst. Die Rechtsnachfolge der UdSSR trat faktisch die neu entstandene Russische Föderation an. Zudem übernahm sie mit Zustimmung der USA den Sitz der UdSSR im Sicherheitsrat der Vereinten Nationen. Die Atomwaffen, die sich außer in Russland auch in der Ukraine, Belarus und Kasachstan befanden, sollten ursprünglich von diesen Ländern gemeinsam kontrolliert werden. Auf amerikanischen Druck hin wurden diese entweder vernichtet oder nach Russland gebracht, da man besorgt war, dass die Waffen in die Hände von Terroristen gelangen könnten. Ende 1996 verfügte nur noch die Russische Föderation über Atomwaffen.
Die ethnischen Konflikte innerhalb der UdSSR wurden durch deren Zerfall kaum entschärft. Innerhalb der Republiken verblieben autonome Regionen, die schnell ebenfalls nach Unabhängigkeit strebten. Die Grenzziehungen waren Ergebnis der Nationalitätenpolitik der Sowjetunion und entsprachen nicht unbedingt der ethnischen Realität bzw. den historischen Gegebenheiten. Die Suche der neuen Staaten nach einer eigenen Identität und Geschichte verschärfte den Nationalismus in Teilen der Bevölkerung. Zudem lebten viele ethnische Russen außerhalb der Russischen Föderation und wurden plötzlich zu einer Minderheit. Zahlreiche ehemalige Sowjetbürger wurden durch die Gesetzgebung zu Staatenlosen ohne gültigen Pass, da sie die neue Staatsbürgerschaft nicht erhalten konnten oder wollten.
Ökonomisch waren die Staaten der ehemaligen Sowjetunion eng verbunden. Die Versorgung mit Rohstoffen, insbesondere mit Gas und Erdöl, war abhängig von Lieferungen zu günstigen Preisen unter Weltmarktniveau aus Russland, Kasachstan oder Aserbaidschan. Die Infrastruktur, neben Straßen und Eisenbahnlinien auch Gas-Pipelines oder Stromtrassen, orientierte sich nicht an den neuen Landesgrenzen. Die Produktion von Konsum- und Investitionsgütern war in der UdSSR nach planwirtschaftlichen Prinzipien auf wenige Standorte konzentriert worden, so dass man auch bei der Versorgung der Bevölkerung auf den unkomplizierten Handel zwischen den neuen Staaten angewiesen war. Die Gemeinschaft unabhängiger Staaten (GUS) war das Forum, auf dem Probleme im gegenseitigen Einvernehmen gelöst werden sollten, was zumindest in der Anfangsphase auch einigermaßen gelang.

### Wirtschaftlicher und politischer Transformationsprozess
In Folge des Zusammenbruchs der UdSSR wurde insbesondere in der Russischen Föderation unter der Führung von Boris Jelzin, aber auch in der Ukraine die Privatisierung von Staatsbetrieben sehr schnell vorangetrieben. Die Marktwirtschaft wurde in Russland von einem Monat auf den anderen „in Gestalt der neoliberalen Lehre US-amerikanischer Prägung“ eingeführt. Von dieser Schocktherapie profitierten allerdings nur einige wenige, die über das notwendige ökonomische Wissen und Kapital verfügten. Während die sogenannten „Oligarchen“ in kurzer Zeit riesige Vermögen aufbauten, litt der Großteil der Bevölkerung unter steigenden Preisen, niedrigen Löhnen bzw. Renten und Arbeitslosigkeit. In den 1990er-Jahren gerieten alle Nachfolgestaaten der UdSSR, wie andere Staaten des ehemaligen Ostblocks auch, in eine tiefe wirtschaftliche und gesellschaftliche Krise.
In Russland ging die gesamtwirtschaftliche Produktion von 1990 bis 1996 Jahr für Jahr zurück. In diesem Zeitraum verringerte sich das russische Bruttoinlandsprodukt (BIP) insgesamt um etwa 40 % und nahm dann ab 1999 jährlich zwischen 5 und 10 % zu. Noch im Jahr 2010 lag die russische Industrieproduktion laut Statistikamt bei nur 83,8 % des Niveaus von 1991 – im Fahrzeugbau lag der Ausstoß sogar nur bei 49,6 %. In Kirgisistan sprechen vorsichtige Schätzungen von einem Anstieg der Armut auf über 75 % im Jahr 1993 bei einem Rückgang des BIP von 21 %. Auch 1997 lebten noch 50 % der kirgisischen Bevölkerung in Armut. Die Lebenserwartung in Russland, aber auch in vielen anderen Nachfolgestaaten sank zwischen 1991 und 1994 von 69 auf weniger als 64 Jahre; einige Jahre starben mehr Menschen, als neu geboren wurden. Besonders der Gesundheitszustand von Männern verschlechterte sich – sie konnten Mitte der 1990er-Jahre lediglich mit einer durchschnittlichen Lebenszeit von 58 Jahren rechnen. Zu Beginn des 21. Jahrhunderts lag die Lebenserwartung mit 62,8 Jahren noch immer niedriger als in Bangladesch.
In allen Nachfolgestaaten der Sowjetunion waren die staatlichen Organe schwach und mussten neu aufgebaut werden. Die Kriminalität und auch rassistisch motivierte Gewalt stieg rasant an. Es bildeten sich vielerorts mafiöse Strukturen. Die neuen Führungseliten in Politik und Wirtschaft entstammten in vielen Nachfolgestaaten den alten Parteikadern bzw. der Leitung ehemaliger Staatsbetriebe. Diese Kontinuität reicht, so Stefan Meister und Andrej Subow, bis in die Gegenwart (die 2020er Jahre), da in Russland immer noch ein großer Teil der Eliten Wurzeln in der sowjetischen Nomenklatura hat.
Die Verfassung der Russischen Föderation, die im Dezember 1993 unter Boris Jelzin verabschiedet wurde, sah neben einem starken Präsidenten demokratische Freiheitsrechte sowie die Gewaltenteilung zwischen Präsident, Parlament und Justiz vor. Der Aufbau demokratischer Strukturen und einer unabhängigen Justiz geriet jedoch sehr bald angesichts der zahlreichen Probleme ins Stocken. In der zweiten Hälfte der 1990er-Jahre bildeten sich in Russland autoritäre Strukturen heraus und die Entwicklung einer am Westen orientierten demokratischen Zivilgesellschaft wurde mit dem Machtantritt Putins, spätestens aber seit 2010, unterbunden. Nur in den drei baltischen Staaten, die sich seit ihrer Gründung strikt nach Westen hin orientierten und die Aufnahme in die NATO und Europäische Union anstrebten, entwickelten sich stabile demokratische Strukturen.

### Konflikte in und seit den 1990er-Jahren
Bereits 1990 brach in der Sowjetrepublik Moldau der Transnistrien-Konflikt aus. Mit der Abschaffung des Russischen als zweite Amtssprache durch die Regierung Moldaus eskalierte der Konflikt zu einer militärischen Auseinandersetzung, in die auch Russland eingriff, weil es sich als Schutzmacht für die russischsprachige Minderheit dort verstand. Der Konflikt führte 1992 zur faktischen Abspaltung von Transnistrien, die aber von Moldau bisher nicht akzeptiert wurde. Der Konflikt gilt seither als „eingefroren“.
Ähnlich ungelöst blieben auch die meisten Konflikte in der Kaukasusregion. Der Konflikt um Bergkarabach wurde von 1992 bis 1994 und erneut 2020 sowie 2023 mit militärischen Mitteln ausgetragen. Im Jahr 2023 kapitulierte die Republik Arzach letztlich im Angesicht der aserbaidschanischen Offensive, und die nahezu gesamte armenische Bevölkerung Bergkarabachs floh nach Armenien. Hierdurch wurde die Region innerhalb weniger Tage größtenteils entvölkert. Zum 1. Januar 2024 soll der seit dem Unabhängigkeitskonflikt Anfang der 1990er Jahre bestehende De-facto-Staat Arzach aufgelöst werden.
Auch in Georgien entwickelten sich ethnische Spannungen zu Kriegen und Abspaltungen. In Südossetien kam es 1992 zu militärischen Auseinandersetzungen, in die auch Russland eingriff, was zur Abspaltung dieser Region führte. Um die Region Abchasien wurde von 1992 bis 1994 gekämpft. Beide Konflikte flammten im Sommer 2008 erneut auf und konnten trotz einiger Bemühungen bisher nicht gelöst werden. In Tadschikistan wurde von 1992 bis 1997 ein Bürgerkrieg ausgetragen.
In der an Georgien angrenzenden, zu Russland gehörenden autonomen Region Tschetschenien gab es bereits seit 1991 Versuche, sich von Russland zu lösen. Der gescheiterte Versuch, dort durch einen Putsch einen pro-russischen Politiker zu etablieren, führte zum ersten Tschetschenienkrieg von 1994 bis 1996. Der Krieg war für beide Seiten sehr verlustreich und offenbarte die Schwäche der russischen Armee. Im 1996 geschlossenen Friedensvertrag konnten die Rebellen zwar keine Unabhängigkeit von Russland erreichen, wurden aber quasi als Regierung anerkannt. In der Folge führten sie die Scharia und ein islamistisches Regime ein. Tschetschenische Islamisten verübten in den folgenden Jahren Terroranschläge, was schließlich zum zweiten Tschetschenienkrieg von 1999 bis 2009 führte. In diesem gelang es Russland wieder, die Kontrolle über die Region zu erlangen, wobei den lokalen Machthabern nach wie vor zahlreiche Menschenrechtsverletzungen vorgeworfen werden.

## Bewertung

### Staaten der ehemaligen Sowjetunion
Gorbatschow blieb zeitlebens der Überzeugung, dass die Sowjetunion nach dem Putsch im Jahr 1991 noch zu retten gewesen wäre. In seinen Erinnerungen machte er vor allem Boris Jelzin für sein Scheitern verantwortlich. Während er im Westen weiterhin sehr beliebt war, wurde Gorbatschow in den Staaten der ehemaligen Sowjetunion häufig angefeindet und für deren Scheitern sowie die katastrophalen Verhältnisse am Ende seiner Amtszeit und den folgenden Jahren verantwortlich gemacht. Als er 1996 bei der Wahl des russischen Präsidenten gegen Boris Jelzin kandidierte, erhielt er weit abgeschlagen gerade einmal 0,5 Prozent der Stimmen.
In einer viel zitierten Rede hat Wladimir Putin den Zerfall der Sowjetunion 2004 als „gesamtnationale Tragödie von gewaltigen Ausmaßen“ und ein Jahr später in einer Rede an die Nation als „die größte geopolitische Katastrophe des 20. Jahrhunderts“ bezeichnet. Das Zitat sagt allerdings mehr über die politischen Ziele Putins zu Beginn des neuen Jahrtausends aus als über die Vergangenheit. Mit einer Rückbesinnung auf die Stärke der Weltmacht UdSSR verabschiedet sich Russland zunehmend vom westlichen Demokratiemodell. Indem Freiheiten und Verfassungsrechte im Sinne eines vermeintlich „eigenen Weges“ eingeschränkt werden, greift die russische Führung auch auf Praktiken der Sowjetzeit zurück. Deshalb wird „die nationale Idee immer intensiver an alten sowjetischen Mythen über die erfolgreiche stalinistische Modernisierung oder die Umwandlung des Landes in eine Supermacht ausgerichtet.“
Trotzdem konnte Putin sich der Zustimmung in großen Teilen der Bevölkerung Russlands und anderer postsowjetischer Staaten sicher sein. Die Wehmut über den Verlust der Sowjetunion war in den 1990er-Jahren in Russland kontinuierlich gestiegen. Sie erreichte zu Beginn der 2000er-Jahre einen Höhepunkt von 70 Prozent Zustimmung, sank aber ab Mitte der 2000er-Jahre wieder etwas und lag in den Jahren 2011/12 unter 50 %. Die katastrophale wirtschaftliche Situation, die politischen Konflikte und die Verunsicherung der Bevölkerung in den 1990er-Jahren haben zur Verklärung der Vergangenheit beigetragen. Susanne Schattenberg stellt in einem Aufsatz aus dem Jahr 2011 fest:

„Nicht nur in Russland wird der Zerfall des Imperiums als Verlust von geostrategischer Größe, Identität, Freizügigkeit, Sprachgemeinschaft und Völkerfamilie empfunden. Es scheint, als ließe sich die stets angezweifelte Existenz des homo sovieticus doch nachweisen, zumindest postum und ex negativo. In Zentralasien, aber auch in Armenien oder im Altai-Gebiet beklagen Menschen, dass sie mit wirtschaftlichen, sozialen und kulturellen Problemen auf den nationalen oder regionalen Rahmen verwiesen sind, sich marginalisiert und von der Weltgeschichte abgekoppelt fühlen. Auch wenn aus der Rückschau die Welt immer rosiger erscheint, als sie war, gibt dieser Phantomschmerz doch wichtige Hinweise auf die Art der Stabilität der Sowjetunion.“

Die Sowjetunion ist auch 30 Jahre nach ihrem Zerfall im Bewusstsein der Bevölkerung präsent. In einem Aufsatz aus dem Jahr 2021 zum „(Post-)Sowjetischen als politischer und identitätsrelevanter Ressource“ stellt Maike Lehmann fest:

„Mittlerweile ist eine ganze Generation ohne eigene Erfahrung mit dem Staatsozialismus aufgewachsen. Doch die Sowjetunion bleibt präsent. Denn auch die Nachgeborenen, nicht nur ihre vor 1991 aufgewachsenen Eltern und Großeltern, wurden durch die Sowjetunion und ihren Zusammenbruch geprägt. So halten sich positive Bezugnahmen etwa auf die entscheidende Rolle der Sowjetunion im Zweiten Weltkrieg, auf die Breschnew-Zeit oder gar auf Stalin als erfolgreichen Manager der sowjetischen Modernisierung.“

Eine kritische Auseinandersetzung mit den Verbrechen, die von den Führern der Sowjetunion verübt worden sind, hat bis heute in Russland kaum stattgefunden. In der Phase der Auflösung der UdSSR Ende der 1980er-, Anfang der 1990er-Jahre wurde zwar damit begonnen, allerdings vor allem in den sich abspaltenden sowjetischen Republiken. Dort wurde Russland, so Irina Scherbakowa, aber einseitig zum „Täterland“ erklärt:

„In diesen neuen Nationalstaaten entstanden Formen der historischen und politischen Reflexion, die es ermöglichten, die ‚eigenen‘ Leiden ausschließlich als Ergebnis ‚fremden‘ bösen Willens darzustellen. Wenn das eigene Volk nur Opfer war, der Nachbar der Täter, gab es politisch wie gesellschaftlich nichts zu verantworten. In Russland lehnten viele die, wie es ihnen erschien, aufgezwungenen Schuldgefühle ab. Viele waren und sind bis heute daher nicht in der Lage, den Grad der historischen Verantwortung der Sowjetunion gegenüber den Nachbarländern Russlands anzuerkennen. Auch das Bewusstsein über das Ausmaß der Katastrophe, die Russland selbst ereilt hat, ist unterentwickelt. Die Frage nach der historischen Verantwortung blieb ungelöst, und es gab keinen Druck mehr von gesellschaftlicher Seite, die kommunistische Herrschaft aufzuarbeiten. Die historischen Rollen Lenins, Stalins und ihrer Mitstreiter blieben ohne Urteil, es gab keine Entscheidungen des Parlaments zu diesen Fragen. Der sogenannte Prozess gegen die Kommunistische Partei der Sowjetunion, der 1992, mitten in der Wirtschaftskrise, begann, endete de facto ohne Ergebnis. Es gab keine Durchleuchtung und keine echte Reform der Staatssicherheitsorgane, geschweige denn Lustrationen.“

### Westliche Welt
Der Kapitalismus und die liberale, westliche Demokratie schien nach dem Zusammenbruch des Ostblocks ohne Alternative zu sein und sich durchgesetzt zu haben. In einer viel beachteten, aber umstrittenen Rede sprach der US-amerikanische Politikwissenschaftler Francis Fukuyama 1989 vom Ende der Geschichte. Er meinte damit, dass mit dem Sieg der Demokratie als Ordnungsmodell der Antrieb für die Geschichte (im Sinne von Veränderungen) entfalle. Der Umbruch von 1989 bis 1991 wurde von den Zeitgenossen als Epochenwende wahrgenommen und führte in ganz Europa zu einer „Phase des Aufbruchs und großen Zukunftsoptimismus“. Fast selbstverständlich gingen viele davon aus, dass sich neben einem kapitalistischen Wirtschaftssystem auch Menschenrechte, Gewaltenteilung, die Herrschaft des Rechts sowie die Volkssouveränität in Form einer repräsentativen Demokratie in den ehemaligen Staaten des Ostblocks durchsetzen würden.
Die Reformpolitik Gorbatschows hatte im Westen im politisch links eingestellten Milieu und der Friedensbewegung Begeisterung ausgelöst. Der Zerfall der Sowjetunion und die politische Entwicklung in den anderen Staaten des ehemaligen Ostblocks wurde mit Enttäuschung zur Kenntnis genommen, da auch die Idee eines reformierten Sozialismus dort keine Mehrheit in der Bevölkerung fand. Die Hoffnung auf eine friedliche Welt ohne Krieg und Waffen stellte sich ebenfalls schnell als Illusion heraus. Formen des Patriotismus bzw. Nationalismus sowie die Nationalstaatsidee erlebten in Deutschland und im ehemaligen Ostblock eine Renaissance. Seine zerstörerische Kraft zeigte sich bald auf dem Balkan beim Zerfall Jugoslawiens.
Im konservativen Milieu sah man das kapitalistische System bzw. die USA als die „Sieger“ des Kalten Krieges. Der Zerfall der Sowjetunion wurde vielfach als Folge der Politik der Stärke unter US-Präsident Ronald Reagan gesehen. Auch die Anhänger einer neoliberalen Wirtschaftspolitik, wie sie seit den 1980er Jahren vor allem in Großbritannien und den USA betrieben wurde, sahen sich durch das offensichtliche Scheitern des sozialistischen Wirtschaftssystems bestätigt.

### Historische Forschung
Trotz der historischen Bedeutung ist zum Zusammenbruch der Sowjetunion bisher wenig geforscht worden, beklagen sowohl Susanne Schattenberg (2011) als auch Corinna Kuhr-Korolev (2021). Die politische Brisanz des Themas und die emotionale Verbundenheit insbesondere bei Forschenden aus der ehemaligen Sowjetunion erschweren eine objektive Auseinandersetzung.

In der Forschung gibt es konträre Positionen zu den Ursachen des Zerfalls der UdSSR. Die eine geht davon aus, dass die Sowjetunion wirtschaftlich, gesellschaftlich und politisch am Ende war und sich daher selber delegitimierte. Der Zusammenbruch war die „gesetzmäßige Folge“ dieser Krise.
„Je nach Standpunkt rücken Autoren die Kosten der Rüstungsindustrie, den fallenden Ölpreis oder die ineffektive Planwirtschaft in den Vordergrund. Andere betonen die Ermüdungserscheinungen der Gesellschaft, die fehlende Bindungskraft des Sozialismus als Staatsideologie, den Wunsch nach bürgerlichen Freiheiten und den wachsenden Konsumbedarf der Bevölkerung. Auch ein social overstretch, eine kumulative Gerechtigkeitskrise, oder die Probleme, ein multinationales Imperium zusammenhalten zu müssen, ein imperial overstretch, können im Mittelpunkt der Betrachtung stehen. Das Scheitern wird in der Regel einerseits auf die Konzeptlosigkeit und die fehlende Entschlossenheit der Reformer sowie auf die Beharrungskraft von Strukturen und Mentalitäten und andererseits auf die Brisanz lange unterdrückter Kräfte zurückgeführt.“

Diesen Forschungsergebnissen ist jedoch widersprochen worden. Die Sowjetunion habe zwar ihre Schwächen gehabt, das System selber sei aber stabil gewesen. Erst die Reformen Gorbatschows hätten das System derart erschüttert, dass es kollabierte.
„Kotkin rekapituliert in seinem 2001 verfassten Essay „Armageddon Averted“ die wirtschaftlichen und politischen Rahmenbedingungen sowie die Ambitionen Gorbatschows und kommt zu einer „Selbstmordthese“. Seiner Meinung nach hätte das System weiterbestehen können, wäre nicht Gorbatschow aus tiefer ideologischer Überzeugung der Meinung gewesen, das Land zu einem Sozialismus im Geiste Lenins zurückführen zu müssen. Indem die sowjetische Führungselite ihrem eigenen Projekt das Vertrauen entzogen habe, sei die sowjetische Ordnung implodiert.“
Auch der Historiker Wladislaw Subok kommt 2021 in seiner Studie über den Zerfall der Sowjetunion zum Schluss, Gorbatschows Reformen hätten zur Zerstörung der bestehenden Wirtschaft geführt und er sei nicht in der Lage gewesen, seine Fehler zu erkennen und seinen Kurs zu korrigieren.

„Es ist schwer, ein Beispiel oder eine Metapher zu finden, die das Handeln der Gorbatschow-Führung im Jahr 1989 beschreibt. Man denke an den Kapitän eines großen Schiffes, der plötzlich beschließt, in ein fernes gelobtes Land zu segeln. Er tut dies gegen die Stimmung und die Instinkte seiner Mannschaft. Er und seine Gefolgsleute haben keine Karte, ihr Kompass ist kaputt. Sie haben den Eindruck, dass ihr Schiff nach Westen segelt, während es in Wirklichkeit nach Süden fährt. Als die Reise immer schwieriger wird, beschließt der Kapitän, dass seine Mannschaft unzuverlässige Saboteure sind. Also wendet er sich an unerfahrene Passagiere, die sich an der Reise beteiligen wollen, und lässt sie untereinander beraten, wie sie das Gelobte Land am besten erreichen können.“

Die Rolle von US-Präsident Ronald Reagan beim Zusammenbruch der Sowjetunion wird in der US-amerikanischen Forschung kontrovers diskutiert. Seit den 1990er Jahren ist die These verbreitet, dass die militärische Aufrüstung und das SDI-Programm der Reagan-Regierung die Sowjetunion in einen ruinösen Rüstungswettlauf gezwungen habe. Dieser habe die Sowjetunion an den Rande des Bankrotts gebracht und so Gorbatschow dazu genötigt, sich auf Abrüstungsverhandlungen und eine Demokratisierung einzulassen, was letztendlich auch zum Zusammenbruch der Sowjetunion geführt habe. William Inboden schrieb in seiner 2022 erschienenen Reagan-Biografie, dessen Strategie habe die Sowjetunion „an den Rand einer ausgehandelten Kapitulation“ gebracht.
Beth A. Fischer kritisierte die These des „Triumphalismus“ und wandte dagegen ein, diese würde sowjetische Quellen und die Forschung zu den Motiven der sowjetische Entscheidungsfindung weitgehend ignorieren. Der Ursprung der Politik des „Neuen Denkens“ von Gorbatschow ging auf Reformbewegungen in der Sowjetunion in den 1970ern zurück, die Rüstungsausgaben der Sowjetunion hätten sich während der 1980er nicht erhöht und Reagan hatte in seiner zweiten Amtszeit Abstand von seinem konfrontativen Kurs genommen und versuchte mit Moskau über eine Verbesserung der Beziehungen und Abrüstung ins Gespräch zu kommen. Zudem würden Befürworter der These häufig das Ende des Kalten Kriegs und den Zerfall der Sowjetunion gleichsetzen. Beides seien unterschiedliche Prozesse.
Auch Melvyn P. Leffler argumentiert, dass Reagans Aufrüstungspolitik und das SDI-Programm keine entscheidenden Auswirkungen auf die sowjetische Entscheidungsfindung und das Ende des Kalten Kriegs hatten. Ähnlich würden renommierte, auf die Sowjetunion spezialisierte Historiker und Politikwissenschaftler wie Mark Kramer, Wladislaw Subok oder Archie Brown argumentieren. Wladislaw Subok ergänzte, der westliche Faktor bei den Reformen und dem Zusammenbruch der Sowjetunion sei zentral gewesen, jedoch nicht aufgrund von Reagans Politik, sondern weil das westliche Modell Vorbild für Kräfte war, die das sowjetische System beseitigen wollten.
Eine weitere populäre These lautet, der Afghanistankrieg habe zum Bankrott der Sowjetunion geführt und habe damit erheblich zu ihrem Untergang beigetragen. Der Historiker Sergey Radchenko schrieb, für diese These gebe es keine Belege. Tatsächlich waren die Kosten des Kriegs im Verhältnis zum gesamten Militärbudget begrenzt und die Kontrolle der Partei über die Presse sorgte dafür, dass in der Öffentlichkeit wenig über die menschlichen Verluste bekannt wurde. In den Studien zum Zerfall der Sowjetunion von Stephen Kotkin und Wladislaw Subok kommt der Afghanistankrieg als Ursache überhaupt nicht zur Sprache.